# روبرت أ. غراهام
روبرت أ. غراهام (بالإنجليزية: Robert A. Graham)‏ هو مؤرخ أمريكي، ولد في 11 مارس 1912، وتوفي في 11 فبراير 1997.